# NGC 4807
NGC 4807 је елиптична галаксија у сазвежђу Береникина коса која се налази на NGC листи објеката дубоког неба.
Деклинација објекта је + 27° 31' 16" а ректасцензија 12h 55m 29,3s. Привидна величина (магнитуда) објекта NGC 4807 износи 13,5 а фотографска магнитуда 14,5. Налази се на удаљености од 94,383 милиона парсека од Сунца. NGC 4807 је још познат и под ознакама UGC 8049, MCG 5-31-6, CGCG 160-17, PGC 44037.